# Rada Miejska w Kłodzku
Rada Miejska w Kłodzku – stanowiący i kontrolny organ władzy samorządowej gminy miejskiej Kłodzko. Istnieje od 1990 roku. W jej skład wchodzą radni wybierani na terenie miasta w wyborach bezpośrednich na kadencje trwające pięć lat, licząc od dnia wyboru (w latach 1990–2018 kadencja ta wynosiła 4 lata). W IX kadencji rady (2024–2029) przewodniczącym jest Piotr Bryła, funkcje wiceprzewodniczących pełnią Zdzisław Duda i Anna Karolczak (wszyscy z ramienia KWW „Lubię Kłodzko”).

## Wybory do rady miejskiej
Radni do Rady Miejskiej w Kłodzku są wybierani aktualnie w wyborach co 5 lat. Do 2000 r. wybierani byli w trzech okręgach wyborczych oraz 17 stałych obwodów głosowania. Aktualnie wybiera się ich w czterech okręgach wyborczych, którym przyporządkowane jest 19 obwodów głosowania. Zasady i tryb przeprowadzenia wyborów określa odrębna ustawa. Skrócenie kadencji rady może nastąpić w drodze referendum.

## Organizacja Rady

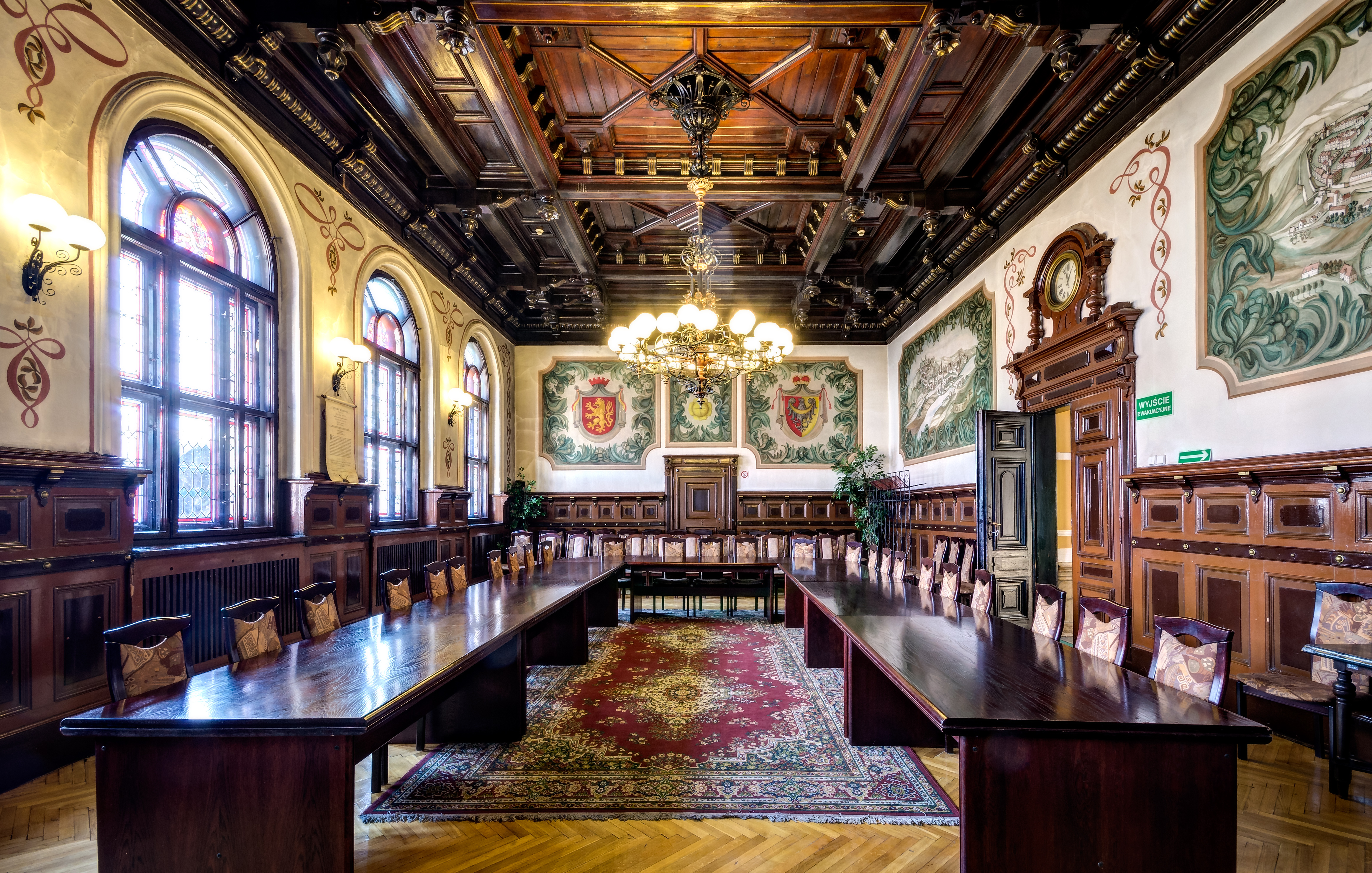
Sala rajców w kłodzkim ratuszu

Radę Miasta tworzy obecnie 21 radnych, wybierających spośród siebie przewodniczącego i 2 wiceprzewodniczących. Radni pracują w tematycznych komisjach stałych i doraźnych. Komisje Stałe:
- Komisja Budżetu, Finansów i Polityki Gospodarczej
- Komisja Gospodarki Komunalnej, Ochrony Środowiska i Ładu Przestrzennego
- Komisja Zdrowia, Pomocy Społecznej, Sportu i Turystyki
- Komisja Edukacji i Kultury,
- Komisja Spraw Obywatelskich i Porządku Publicznego
- Komisja Rewizyjna

## Siedziba Rady
Siedziba Rady Miejskiej w Kłodzku znajduje się w kłodzkim ratuszu, mieszczącym się przy placu Bolesława Chrobrego 1.

## Historia

### I kadencja (1990–1994)
- Prezydium:
  - przewodniczący – Jerzy Kowalczyk (do 1991), Andrzej Mikuś
  - wiceprzewodniczący – Andrzej Mikuś (do 1991), Edward Osowski (do 1992), Henryk Urbanowski

### II kadencja (1994–1998)
- Prezydium:
  - przewodniczący – Zdzisław Suliga (do 1995), Jan Krombach
  - wiceprzewodniczący – Ryszard Kwiecień (do 1995), Eugenia Hybsz
  - wiceprzewodniczący – Zofia Lechocińska (do 1995), Teresa Budzioch

- Skład (kluby radnych)[9]
  - Kłodzki Komitet Obywatelski: 6 członków:
    - Józef Migdał, Zdzisław Suliga, Eugenia Hybsz, Grzegorz Muskała, Bolesław Bobula, Bronisław Krawczyk

  - Kłodzkie Forum Demokratyczne: 3 członków:
    - Jan Stanisław Badowski, Małgorzata Kwiatkowska, Ryszard Kwiecień

  - Kłodzkie Forum Społeczne: 3 członków:
    - Marek Krzak, Zofia Lechocińska, Jerzy Taurogiński

  - Polskie Stronnictwo Ludowe: 2 członków:
    - Zdzisława Górska, Stefan Cygnarowicz

  - Sojusz Lewicy Demokratycznej: 2 członków:
    - Jan Krombach, Iwona Wioletta Banyś

  - Dolnośląska Izba Lekarska: 2 członków
    - Witold Adam Gacek, Krystyna Grzywacz

  - Lista Gospodarcza: 1 członek
    - Tadeusz Duda

  - Niezrzeszeni: 9 członków:
    - Janusz Cykowski, Henryk Tomczak, Barbara Ojszanowska, Grzegorz Stryjski, Henryk Górecki, Andrzej Zilbert, Mirosław Kocab, Teresa Budzioch, Zbigniew Legawiec

### III kadencja (1998–2002)
- Prezydium:
  - przewodniczący – Stefan Mróz

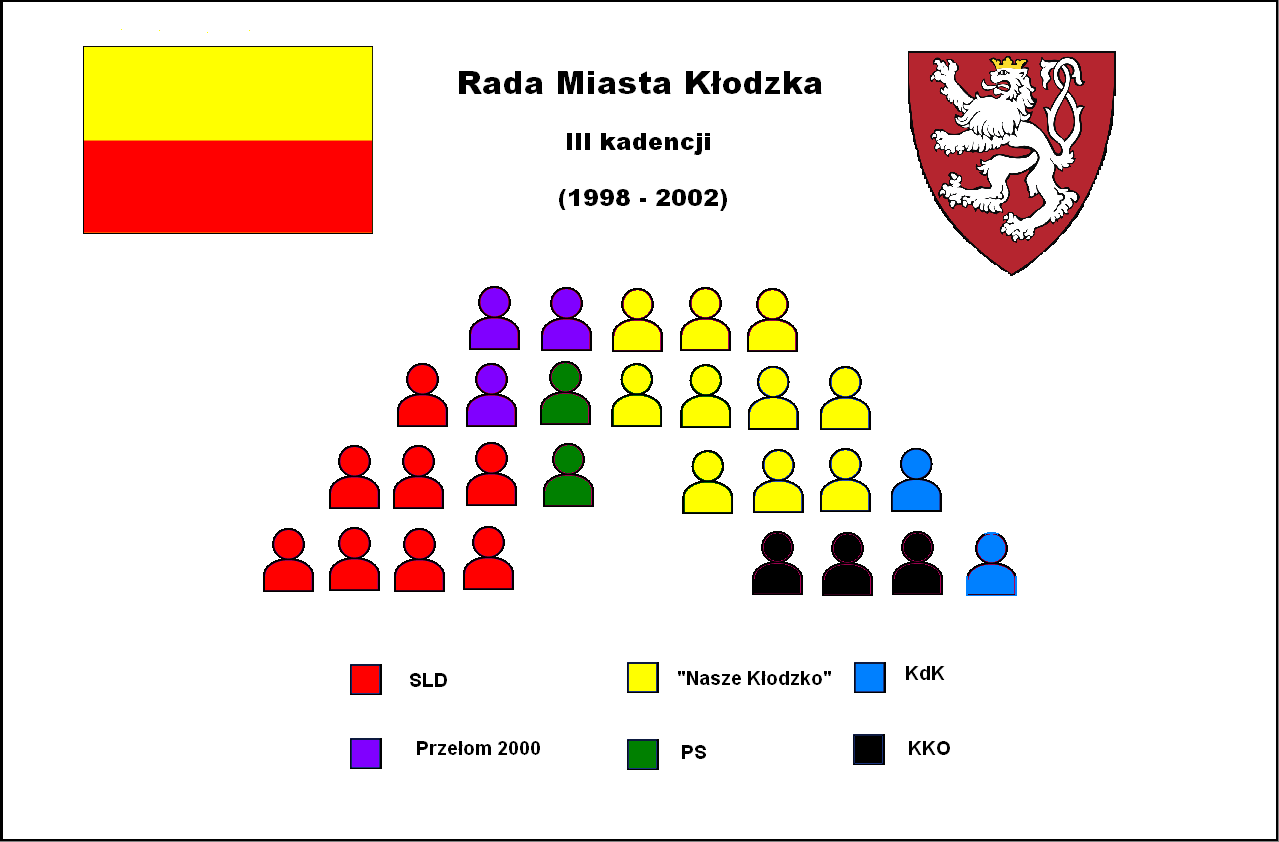
Rada Miasta Kłodzka III kadencji

  - wiceprzewodniczący – Henryk Urbanowski, Piotr Brzostowicz

- Skład (kluby radnych)[10]
  - KW Nasze Kłodzko: 10 członków:
    - Dorota Kawińska-Domurad, Zbigniew Biernacki, Franciszek Gołąbek, Henryk Urbanowski, Janusz Laska, Jerzy Didyk, Leszek Ujma, Adam Kwas, Maciej Awiżeń, Ryszard Wójcik

  - Sojusz Lewicy Demokratycznej: 8 członków:
    - Stefan Mróz, Krzysztof Oktawiec, Joanna Sudoł, Janusz Kocoń, Marian Ptak, Mieczysław Krombach, Zygmunt Żerkowski, Kazimierz Korecki.

  - Kłodzki Komitet Obywatelski: 3 członków:
    - Celina Włodarczyk, Jerzy Dziewiecki, Józef Migdał

  - Przełom 2000: 3 członków:
    - Stanisław Badowski, Ignacy Einhorn, Leszek Rogalewski, Małgorzata Kwiatkowska

  - Komitet dla Kłodzka: 2 członków:
    - Waldemar Dziopek, Jan Zwijacz

  - Przymierze Społeczne: 2 członków
    - Eugeniusz Bednarczyk, Piotr Brzostowicz

### IV kadencja (2002–2006)
- Prezydium:

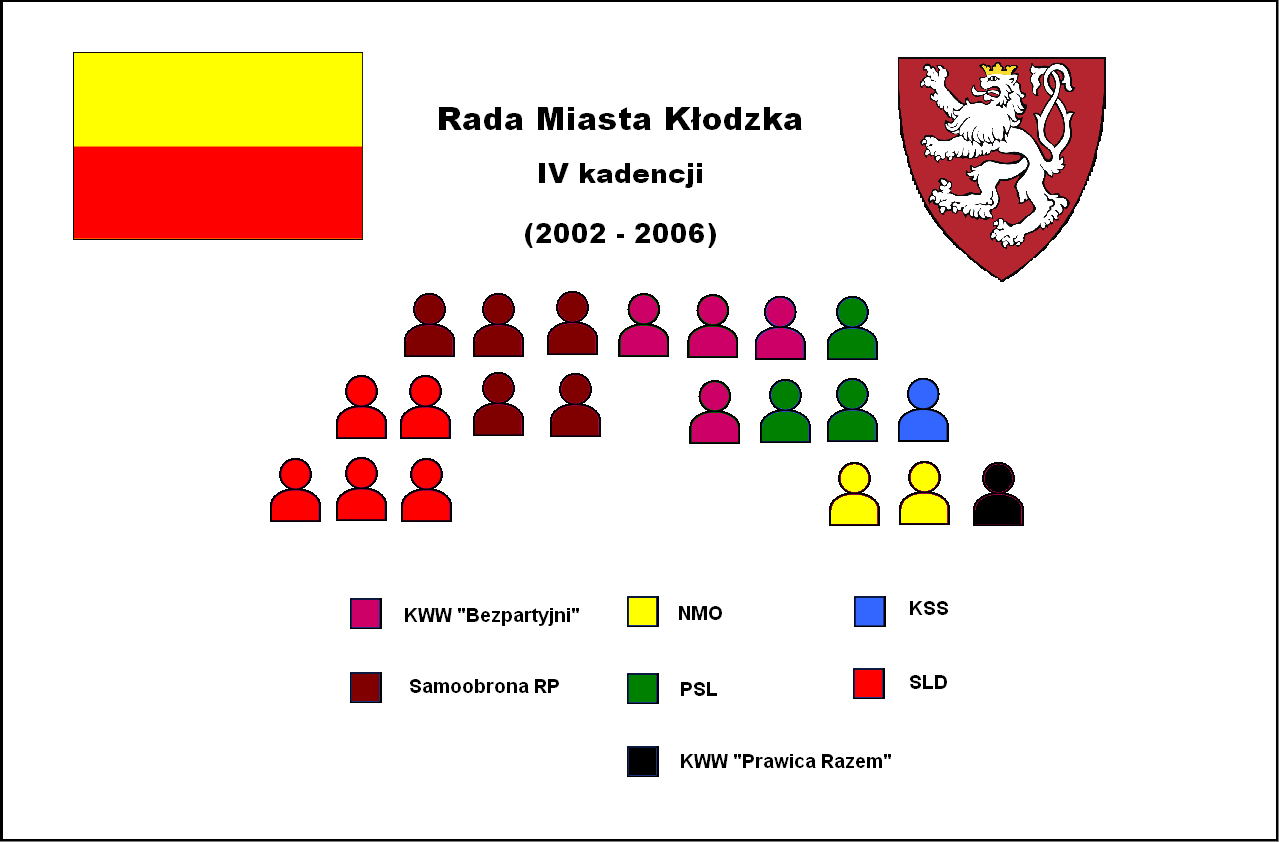
Rada Miasta Kłodzka IV kadencji

  - przewodniczący – Krzysztof Oktawiec (do VI 2005), Józef Migdał
  - wiceprzewodniczący – Celina Włodarczyk, Piotr Brzostowicz

- Skład (kluby radnych)[11]
  - Blok Wyborczy Bezpartyjni: 4 członków:
    - Witold Gacek, Roman Lipski (do 2002)/Józef Migdał[a]

  - Samoobrona Rzeczypospolitej Polskiej: 5 członków
    - Marek Krzak, Leszek Rogalewski, Łukasz Walter, Celina Włodarczyk, Jerzy Rutkowski

  - Nasza Mała Ojczyzna: 2 członków
    - Waldemar Dziopek, Witold Krzelowski

  - KWW Prawica razem: 1 członek
    - Zdzisław Duda

  - Kłodzkie Stowarzyszenie Samorządowe: 1 członek:
    - Jan Pokrywka

  - Polskie Stronnictwo Ludowe: 3 członków:
    - Danuta Kołt, Eugeniusz Bednarczyk, Piotr Brzostowicz

  - Sojusz Lewicy Demokratycznej – Unia Pracy: 5 członków:
    - Krzysztof Oktawiec, Tadeusz Kmiecik, Zygmunt Żerkowski, Leszek Michalski, Jolanta Kobak

### V kadencja (2006–2010)
- Prezydium:

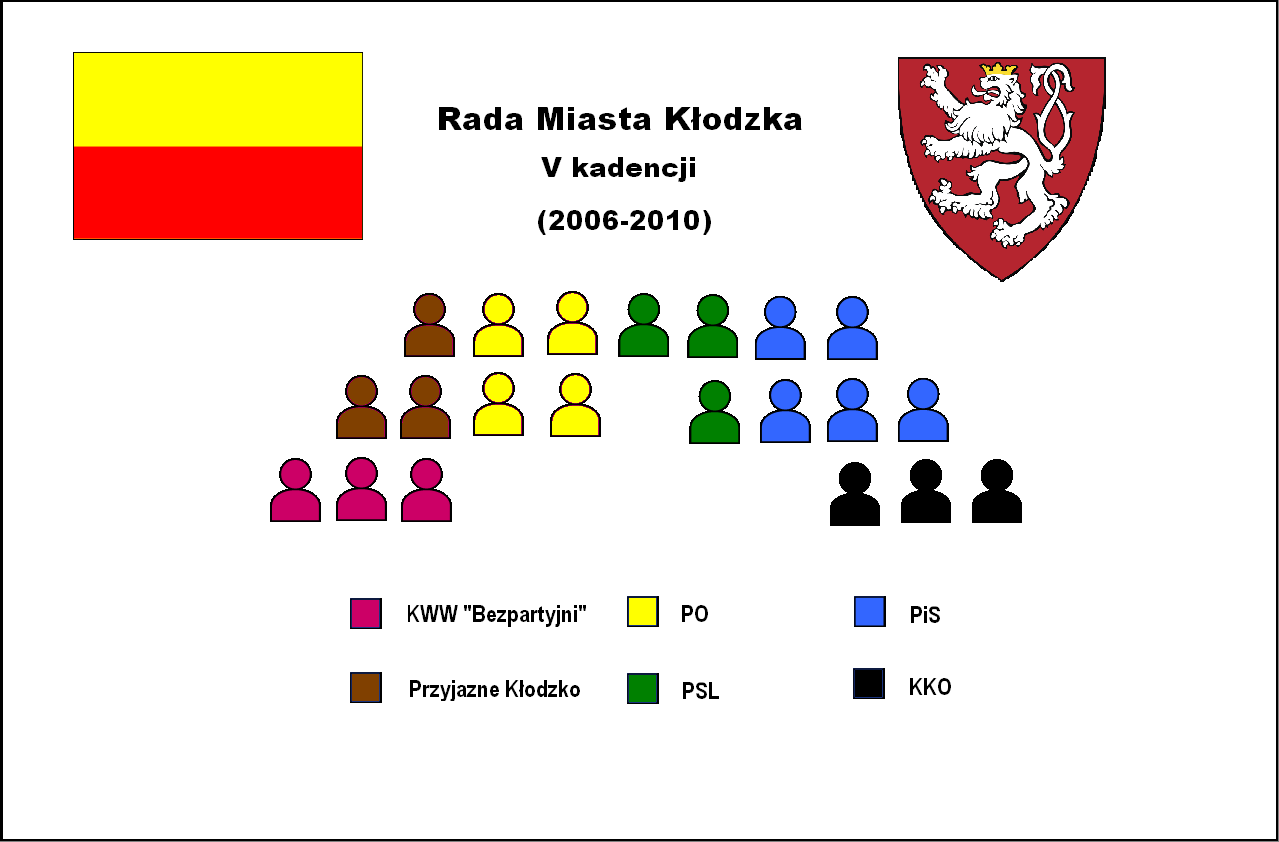
Rada Miasta Kłodzka V kadencji

  - przewodniczący – Henryk Urbanowski (do 2009), Piotr Brzostowicz
  - wiceprzewodniczący – Piotr Brzostowicz (do 2009)/Grzegorz Muskała, Maciej Awiżeń (do X 2009)

- Skład (kluby radnych)[b][12]
  - Prawo i Sprawiedliwość: 5 członków:
    - Zofia Bielecka, Stanisław Ferenc, Grzegorz Muskała, Henryk Urbanowski (od stycznia 2009 Józef Trocki), Ryszard Wójcik (od 2006 Bolesław Juźwin)

  - Platforma Obywatelska: 4 członków:
    - Maciej Awiżeń (od paźdz. 2009 Tomasz Żabski), Witold Krzelowski (od 2007 Grzegorz Wnuk), Adam Kwas, Teresa Ludwin

  - Polskie Stronnictwo Ludowe: 3 radnych:
    - Eugeniusz Bednarczyk, Piotr Brzostowicz, Zdzisława Górska

  - Kłodzki Komitet Obywatelski: 3 członków
    - Zdzisław Duda, Zygmunt Żerkowski, Celina Włodarczyk

  - KW Stowarzyszenia Przyjazne Kłodzko: 3 członków:
    - Janusz Kocoń, Jolanta Kobak, Zuzanna Kasprzyk-Wojciechowska

  - KWW Blok Wyboczy Bezpartyjni: 3 członków:
    - Tadeusz Kmiecik, Danuta Kołt, Leszek Michalski

### VI kadencja (2010–2014)
- Prezydium[13]:

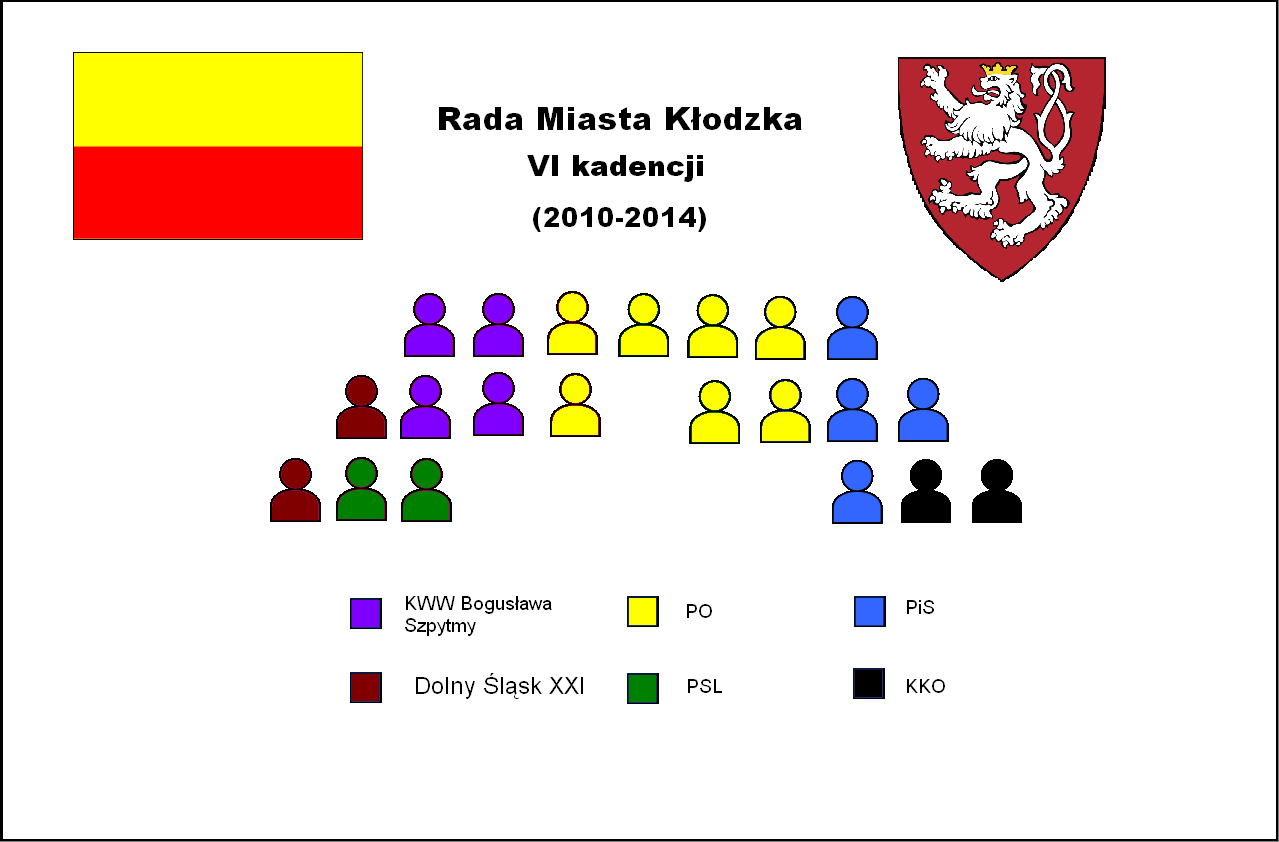
Rada Miasta Kłodzka VI kadencji

  - przewodniczący: Piotr Brzostowicz
  - wiceprzewodniczący: Grzegorz Muskała, Adam Kowalski

- Skład (kluby radnych)[14]
  - Platforma Obywatelska: 7 członków
    - Grzegorz Wnuk, Celina Włodarczyk, Tomasz Żabski, Elżbieta Żytyńska, Teresa Ludwin, Adam Kwas, Michał Piszko

  - KWW Bogusława Szpytmy – 3 członków:
    - Bogusław Szpytma (do 2010)/Jolanta Kobak (od 21 listopada 2010)[c], Danuta Kołt, Andrzej Kucab, Tadeusz Kmiecik

  - Prawo i Sprawiedliwość – 4 członków:
    - Henryk Urbanowski (do 2010)/Marian Kłusak (od 29 listopada 2010)[d], Ryszard Wójcik, Grzegorz Muskała, Stanisław Ferenc

  - KWW Rozwój i Partnerstwo – 2 członków
    - Piotr Brzostowicz, Zdzisława Górska

  - Dolny Śląsk XXI – 2 członków
    - Armin Jarosz, Adam Kowalski

  - Kłodzki Komitet Obywatelski – 2 członków
    - Zdzisław Duda, Zygmunt Żerkowski

### VII kadencja (2014–2018)
- Prezydium:
  - przewodniczący: Tomasz Żabski[15]

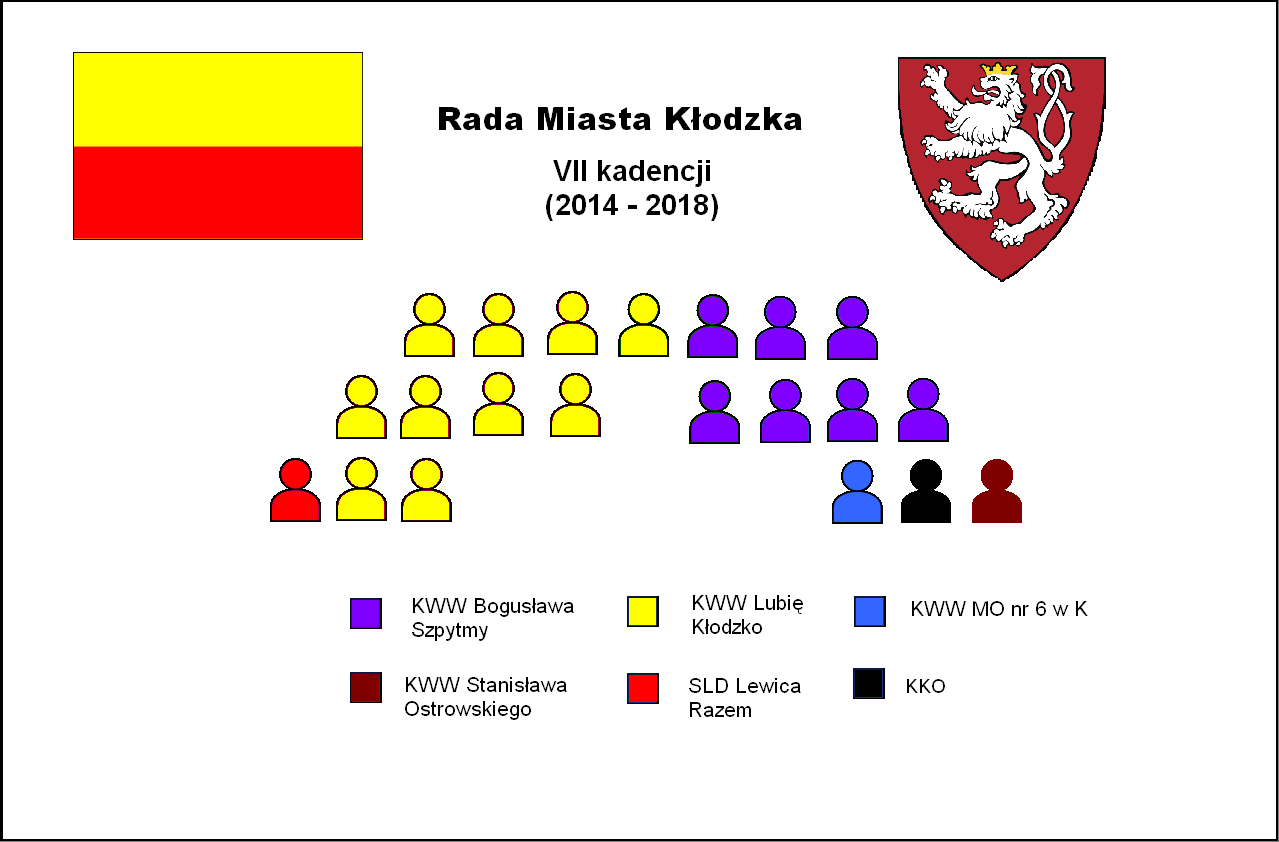
Rada Miasta Kłodzka VII kadencji

  - wiceprzewodniczący: Ryszard Wójcik, Zdzisław Duda

- Skład (kluby radnych)[e][16][17]
  - KWW Lubię Kłodzko – 10 członków
    - Zdzisław Duda, Lucyna Świst, Aneta Łosiewicz, Adam Kwas, Tomasz Żabski, Damian Ślak, Jacek Banecki, Jacek Kubicki, Ryszard Wójcik, Anna Karolczak

  - KWW Bogusława Szpytmy – 7 członków
    - Leszek Rogalewski (mandat wygasł z dn. 30.04.2015[18]), Zdzisława Górska, Tadeusz Kmiecik (mandat wygasł z dn. 05.04.2016 z powodu śmierci), Armin Jarosz, Zdzisława Woźniak-Krupska, Stanisław Ferenc, Lech Surówka,

  - Niezrzeszeni – 4 członków
    - Tomasz Karolczak (Kłodzki Komitet Obywatelski), Wojciech Łyszkiewicz (KWW Mieszkańców Okręgu Nr 6 w Kłodzku), Renata Urbaniak (SLD Lewica Razem), Zbigniew Nowak (KWW Stanisława Ostrowskiego)

### VIII kadencja (2018–2024)
- Prezydium:
  - przewodniczący: Elżbieta Żytyńska
  - wiceprzewodniczący: Zdzisław Duda, Zdzisława Górska

- Skład (kluby radnych)[19][20]:
  - KWW Michała Piszko „Lubię Kłodzko” – 16 członków
    - Paweł Najda (do 2023), Lucyna Świst (od 26 stycznia 2023)[21], Adam Kwas, Zbigniew Kucharek, Aneta Łosiewicz, Zdzisław Duda, Mieczysław Krombach, Anna Karolczak, Zdzisława Górska, Piotr Bryła, Teresa Ludwin, Damian Ślak, Armin Jarosz, Zbigniew Nowak, Jacek Kubicki, Iwona Sobczyk, Elżbieta Żytyńska

  - KWW Bogusława Szpytmy – 4 członków
    - Krzysztof Mąka, Stanisław Bartczak, Bogusław Szpytma (do 2020), Bogusław Procak (od 2020)[22], Jolanta Kobak

  - KWW Kłodzko Plus – 1 członek
    - Adam Kowalski

### IX kadencja (2024–2029)
- Prezydium[2]:
  - przewodniczący: Piotr Bryła
  - wiceprzewodniczący: Zdzisław Duda, Anna Karolczak

- Skład (kluby radnych)[2][23]:
  - KWW Michała Piszko „Lubię Kłodzko” – 16 radnych
    - Iwona Banyś, Piotr Bryła, Zdzisław Duda, Armin Jarosz, Anna Karolczak, Jolanta Kobak, Adam Kowalski, Mateusz Kubasiak, Wojciech Łyszkiewicz, Zbigniew Nowak, Karolina Opalińska, Magdalena Ptaszyńska, Czesław Radwański, Iwona Sobczyk, Magdalena Taurogińska[f], Damian Ślak.

- - KW PiS – 5 radnych
    - Stanisław Ferenc, Bogusław Procak, Marta Szmyrko-Konieczyńska, Józef Trocki[g], Elżbieta Trybus